# Lepaera Fútbol Club
El Lepaera Fútbol Club fue un club de fútbol hondureño, del municipio de Lepaera, Departamento de Lempira. Fue fundado el 29 de abril de 2013 y jugó en la Liga de Ascenso de Honduras.

## Historia
El Lepaera Fútbol Club fue fundado el 29 de abril de 2013, y la junta directiva se conformó de la siguiente manera: Edgar Antonio Murillo (Presidente), Norman Gerardo Hernández (Vicepresidente), Wilman Evelio Hernández (Secretario), Simón Edulfo Ramírez (Tesorero), Merlin Javier Lara (Vocal I), Danis Paz (Vocal II) y Manuel Gutiérrez (Vocal III), además cuenta con 30 socios. En dicha reunión se establecieron los colores azul y blanco como los representativos del club y se eligió a Emilio Umanzor como entrenador.

### Debut en el profesionalismo
El debut del Lepaera Fútbol Club en el profesionalismo se dio el día 18 de agosto de 2013 ante Olimpia Occidental, en el Estadio Alsacias de La Entrada, por la primera fecha del Torneo Apertura 2013 de la Liga de Ascenso de Honduras. El mismo finalizó con victoria 3-0 para Olimpia Occidental.
En el Torneo Apertura 2013, los dirigidos por Emilio Umanzor alcanzaron las semifinales tras vencer con global de 4-3 al Jaguares de UPNFM. Sin embargo, en las semifinales cayeron eliminados a manos del Atlético Choloma.

### Descenso y Desaparición
El 3 de febrero de 2022, tras presentar insolvencia económica y el hecho de no contar con la documentación y requisitos respectivos para su inscripción, el equipo se declara en bancarrota. Debido a esto el 1 de abril, la Junta Directiva de la Liga de Ascenso decide desafiliarlo de la competición, Asegurando su descenso y desaparición.

## Estadio

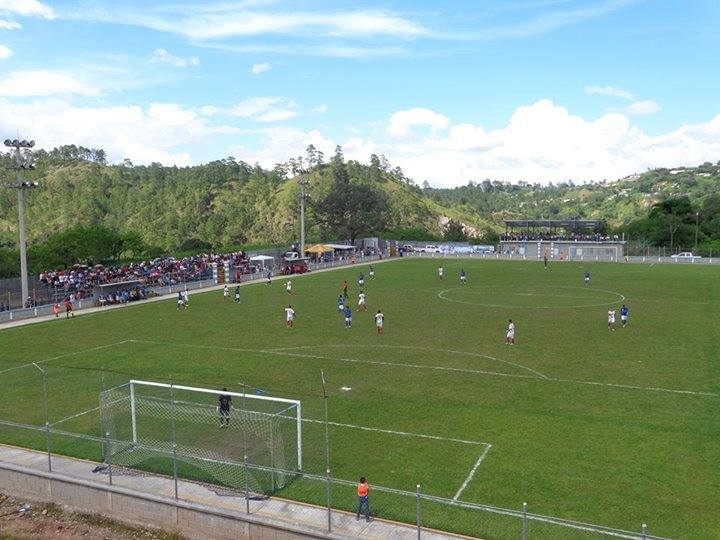
Vista del Estadio Juan Orlando Hernández.

El Estadio Juan Orlando Hernández es el recinto deportivo más grande del municipio de Lepaera. Fue fundado el 9 de noviembre de 2012 y a dicha ceremonia asistieron altos dirigentes del fútbol hondureño como Rafael Leonardo Callejas y Alfredo Hawit, así como Juan Orlando Hernández. El primer partido que se jugó en este estadio fue entre una selección conformada por jugadores de la región y el Club Deportivo Marathón. Tiene un aforo para 5.000 espectadores y sirve para los partidos locales del Lepaera Fútbol Club de la Liga de Ascenso de Honduras.

## Escudo
El escudo del Lepaera Fútbol Club incluye lo siguiente: el nombre y año de fundación del club a la mitad, una enorme montaña al fondo que representa la abundancia de ellas en el Departamento de Lempira, un castillo al lado derecho de esa montaña que representa al Fuerte de San Cristóbal, y dos plantas de café con un balón de fútbol encima.

## Datos del club
Actualización: 13 de agosto de 2016.
- Nombre: Lepaera Fútbol Club
- Fundación: 29 de abril de 2013
- Estadio: Estadio Juan Orlando Hernández
- Temporadas en 1ª: 0
- Temporadas en 2ª: 4 (2013-presente)
- Capitán y Máximo Anotador:  Camilo Andrés Bustos Sanmiguel (11 goles)
- Jugador con más partidos disputados:  Henry Lenín "Cafú" Suazo,  Mauro Reyes Rodríguez y  Mauricio López
- Mayor goleada conseguida:
  - 3-1 frente a Real Juventud
  - 3-1 frente a Villanueva Fútbol Club
  - 5-2 frente a Graciano San Francisco
  - 4-1 frente a Atlético Limeño
  - 3-0 frente a Espartano Fútbol Club
  - 8-0 frente a Real Juventud
- Mayor goleada recibida:
  - 4-1 ante Real Juventud
  - 4-2 ante Villanueva Fútbol Club
  - 3-0 ante Olimpia Occidental

### Junta directiva
| Cargo          | Nombre                        |
| -------------- | ----------------------------- |
| Presidente     | Edgar Antonio Murillo         |
| Vicepresidente | Norman Gerardo Hernández      |
| Médico         | Dany Leonel Murillo           |
| Secretario     | Wilman Evelio Hernández       |
| Tesorero       | Simón Edulfo Ramírez          |
| Vocal I        | Merlin Javier Lara            |
| Vocal II       | José Misael Mendoza Alvarenga |

## Uniforme
- Uniforme titular: Camisa azul, pantalón blanco y medias azules.
- Uniforme alternativo: Camisa blanca, pantalón y medias azules.

### Indumentaria y Patrocinadores
| Período     | Proveedor |
| ----------- | --------- |
| 2013 - 2014 | Kaiser    |

| \| Período \| Patrocinador \| \| ----------- \| ----------------------------------------------------------------------------------------------------- \| \| 2013 - 2014 \| INLOHER Banco de Occidente Municipalidad de Lepaera Mancomunidad Puca Agua del Naciente Cyber Posadas \|Cyber Posadas | |
| Período | Patrocinador                                                                                          |
| 2013 - 2014 | INLOHER Banco de Occidente Municipalidad de Lepaera Mancomunidad Puca Agua del Naciente Cyber Posadas |

Juan Ángel Posadas

## Jugadores

### Plantilla Apertura 2014
- Actualizado al 20 de agosto de 2014.

- = Lesión de larga duración.

## Entrenadores
- Emilio Umanzor; 2013 - 2014[5]
- Guillermo Bernárdez; 2014 - 2015
- Marco Antonio García; 2016 -

## Filiales
El Lepaera Fútbol Club cuenta con una academia de fútbol que es totalmente gratis, eso como una visión del alcalde de Lepaera para promover el fútbol en los niños y así ellos aprovechar los conocimientos de técnicos profesionales. La misma lleva por nombre «Escuelita de Fútbol Municipal Lepaera FC».